# Striga lepidagathidis
Striga lepidagathidis är en snyltrotsväxtart som beskrevs av A. Raynal-roques. Striga lepidagathidis ingår i släktet Striga och familjen snyltrotsväxter. Inga underarter finns listade i Catalogue of Life.